# Pieces (w-inds.의 노래)
〈Pieces〉는 w-inds.의 열한번째 싱글이다. 2004년 3월 10일 FLIGHT MASTER에서 발매하였다.

## 개요
Retro G-style의 곡을 리메이크하였으며, 대만의 4인조 그룹 F4의 멤버인 언승욱이 "Memory Pieces"라는 타이틀로 중국어로 리메이크하였다.
w-inds.가 직접 출연한 브르봉 《브르봉 껌》 CF곡으로 사용되었다.
초회한정반 특전
- 오리지널 미니 스티커 (4종류 중 1종)

## 수록곡
1. Pieces
작사 : MASAYA, IGOR / 작곡, 편곡 : 토요시마 요시히로, MASAYA
2. Move your body
작사 : H.U.B, LOWARTH / 작곡, 편곡 : 나카니시 료스케
3. Pieces (Instrumental)
4. Move your body (Instrumental)

## 차트 성적
- 최고순위 2위 (오리콘)